# Cottewitz
Cottewitz ist ein rechtsseitig der Elbe gelegener Ortsteil der sächsischen Gemeinde Zeithain im Landkreis Meißen.

## Geografie
Der Ort liegt direkt an der Elbe zwischen den Orten Lorenzkirch und Kreinitz am Elberadweg. Westlich von Cottewitz liegt auf der anderen Elbseite Strehla, nordöstlich liegt Kreinitz. Östlich von Cottewitz erstreckt sich die Gohrischheide.
Der Ort wurde um 1900 als ein Gutsweiler und Häuslerzeile mit Gutsblöcken bezeichnet.

## Geschichte
Cottewitz wurde 1445 erstmals erwähnt. Der Ortsname war mehrmals Änderungen unterzogen, so wurde Cottewitz im Jahr 1503 Cotwuß genannt, 1524 Kottwitz, 1538 Cotwis, 1540 Kothwitz und Cottewitz, mit Zschaepe 1734 beziehungsweise 1836 Kottewitz (an der Elbe). Erst im Jahr 1875 hatte sich die heutige Schreibweise des Ortsnamens Kottewitz b. Strehla (Cottewitz) durchgesetzt.
Der Ort entstand aus von freien Adligen und Burgmannen angelegten und bewirtschafteten Lehnshufen zur Versorgung der Burg Strehla. Auf diesem Land entstand später das Vorwerk Cottewitz. 1540 bestand hier ein Vorwerk, ab 1696 ein Rittergut. 1583 gehörten das Dorf und das Rittergut zum Besitz derer von Pflugk. Ab 1539 war Cottewitz nach Lorenzkirch eingepfarrt und gehört ab 1930 bis 2001 zur Kirchgemeinde Lorenzkirch. Die cottewitzer Kinder gingen von Anfang an in die lorenzkirchner Schule.
Mit Lorenzkirch, Zschepa und Kreinitz gehört der Ort zu den niedrigsten Punkten des Landes mit seiner Lage in den Elbauen und in der Nähe zum Strom. Die Elbe wurde zu dem alles bestimmenden Faktor im Leben der Einwohner. In der Kirchenvisitation von 1840 ist zu lesen: „… so überschüttet sie auch der Strom, wenn er des Eises Fesseln bricht, ja nicht selten, wenn der Schnitter die Sichel zur Erndte schärft, mit all seinen Fluthen und versenket es in ein Meer der Noth. Eben nur im Jahr 1841 wieder mussten die Bewohner der Cottewitzer Drescherhäuser vom Dache aus in das rettende Fahrzeug aufgenommen werden; das Wasser zum Trinken und zur Bereitung der Speisen wurde uns von der Herrschaft zu Kreynitz aus den Kellern des Schlosses, wo die trübe Fluth wenigstens nicht von oben eingedrungen war, in Tonnen auf Kähnen zu gesendet. Gewaltige Eisblockaden machen aber oft auch eine solche Kommunikation unmöglich. Welche Verwüstungen da in den Feldern, Gebäuden und Wirtschaften eintreten, und unter welchen Sorgen und Kraftanstrengungen alles, wo anders möglich, wieder herzustellen und zu überwinden ist, bedarf kaum gesagt zu werden. 1784, 1799, 1820 (wo in Großzschepa bei hoher Wasserfluth 5 Güter zugleich durch Feuer untergingen) und 1828 so wie die Sommerwasser 1815 und 1824, wo den Einwohnern hier die Erndte verdarb, waren Jahre der allergrößten Noth für diese Gegend. Nur die Gewöhnung und die Liebe zum väterlichen Boden, so wie die Erfahrung: Gott ist unsere Hülfe in der Noth und segnet wieder, macht die Bewohner zu überwinden stark, und die Beweise und Denkmale der helfenden Güte werden dankbar aufbewahrt.“ (Christ. Gotth. Hoyme, Pfarrer in Lorenzkirch 1824–1853) Am 19. April 1833 brach vormittags in Cottewitz ein Brand aus, der fast das gesamte Dorf in Schutt und Asche legte.
Durch die Sächsische Landgemeindeordnung von 1838 erhielt Cottewitz Eigenständigkeit als Landgemeinde. Ab 1696 gehörte Cottewitz zum Amt Großenhain und ab 1856 zum Gerichtsamt Strehla. Ab 1875 gehörte das Dorf zur Amtshauptmannschaft Oschatz.
Sachsen kam nach dem Zweiten Weltkrieg in die Sowjetische Besatzungszone und später zur DDR. Nach der Gebietsreform 1952 wurde Cottewitz dem Kreis Riesa im Bezirk Dresden zugeordnet. Nach Wende und Wiedervereinigung wurde das Dorf Teil des neugegründeten Freistaates Sachsen. Die folgenden Gebietsreformen in Sachsen ordneten Cottewitz 1994 dem Landkreis Riesa-Großenhain und 2008 dem Landkreis Meißen zu. Seit 1994 ist Cottewitz Teil der Gemeinde Zeithain.
Die Elbe ist auch weiterhin eine Gefahr für alle Anwohner, wie die Cottewitzer im August 2002 wieder erleben mussten. Von 12 erfassten und geschädigten Grundstücken waren 8 nur eingeschränkt bewohnbar, 4 Grundstücke waren unbewohnbar.
Im Juni 2013 trat die Elbe erneut über die Ufer und verursachte große Schäden.

### Bevölkerungsentwicklung
| Jahr | Einwohnerzahl |
| ---- | ------------- |
| 1764 | 8 Häusler     |
| 1834 | 76            |
| 1871 | 86            |
| 1890 | 58            |

| Jahr | Einwohnerzahl                 |
| ---- | ----------------------------- |
| 1902 | nach Lorenzkirch eingemeindet |
| 1994 | Eingemeindung nach Zeithain   |
| 2007 | 39                            |
| 2011 | 31                            |

Beim Zensus 2011 hatte Cottewitz 31 Einwohner die in 12 Wohngebäuden mit insgesamt 15 Wohnungen lebten. Das Durchschnittsalter der Bevölkerung betrug 48,1 Jahre.